# Copiphora rhinoceros
Copiphora rhinoceros är en insektsart som beskrevs av Francois Jules Pictet de la Rive 1888. Copiphora rhinoceros ingår i släktet Copiphora och familjen vårtbitare. Inga underarter finns listade i Catalogue of Life.